# Réduction du paquet d'onde
 (mars 2019).
Si vous disposez d'ouvrages ou d'articles de référence ou si vous connaissez des sites web de qualité traitant du thème abordé ici, merci de compléter l'article en donnant les références utiles à sa vérifiabilité et en les liant à la section « Notes et références ».
La réduction du paquet d'onde est un concept de la mécanique quantique selon lequel, après une mesure, un système physique voit son état entièrement réduit, aléatoirement, à celui qui a été mesuré.
Pendant longtemps, le processus par lequel cette réduction a lieu a été inconnu des physiciens, ce qui les a contraints à en faire un postulat afin de rester conforme aux résultats expérimentaux.
Le concept de réduction du paquet d'onde implique de nombreuses difficultés sur le plan logique et épistémologique. À ce titre, il a induit de nombreux et parfois célèbres débats au sein de la communauté scientifique. La question philosophique de la réalité est soulevée dans la mesure où la théorie suggère que ce que nous considérons comme la réalité possède une infinité théorique d'états quand elle n'est pas « mesurée » (plus exactement perturbée par une mesure, provoquant une décohérence quantique). Les différentes interprétations de la mécanique quantique diffèrent notamment sur le sens à donner aux états non observés.
L'un de ces débats a été introduit par Schrödinger, remettant en question le concept d'objectivité de la mesure avec son paradoxe dit du chat de Schrödinger, à la fois mort et vivant.
Paul Dirac, un pionnier de la physique quantique, soutint que cette question n'a aucune importance, dans la mesure où la physique quantique s'affaire à effectuer les meilleures prévisions possibles, vérifiées ou non par la suite par l'expérience, laquelle aura nécessairement le mot final sur la réfutation, ou non, de l'hypothèse en fonction des limites de son champ d'application. Ce dernier point de vue, celui des physiciens empiristes, n'est pas partagé par les physiciens rationalistes.
Pour résoudre ce type de problème conceptuel, certains physiciens, dont Albert Einstein, ont soutenu l'hypothèse de l'existence de variables cachées. À l'aide d'un paradoxe découlant de cette théorie, le paradoxe EPR, ils rendirent cette hypothèse vérifiable expérimentalement. John S. Bell, en 1964, montra comment on pourrait vérifier la possibilité ou l'impossibilité d'existence de variables cachées. À la fin du XXe siècle, Alain Aspect réalisa ces expériences, ce qui aboutit à infirmer l'existence de ces variables cachées (locales).
Par la suite, la théorie de la décohérence quantique a fourni une explication partielle du processus de réduction du paquet d'onde, de telle sorte que le statut axiomatique de ce phénomène est désormais sujet à discussion.